# Fritz Kortebusch

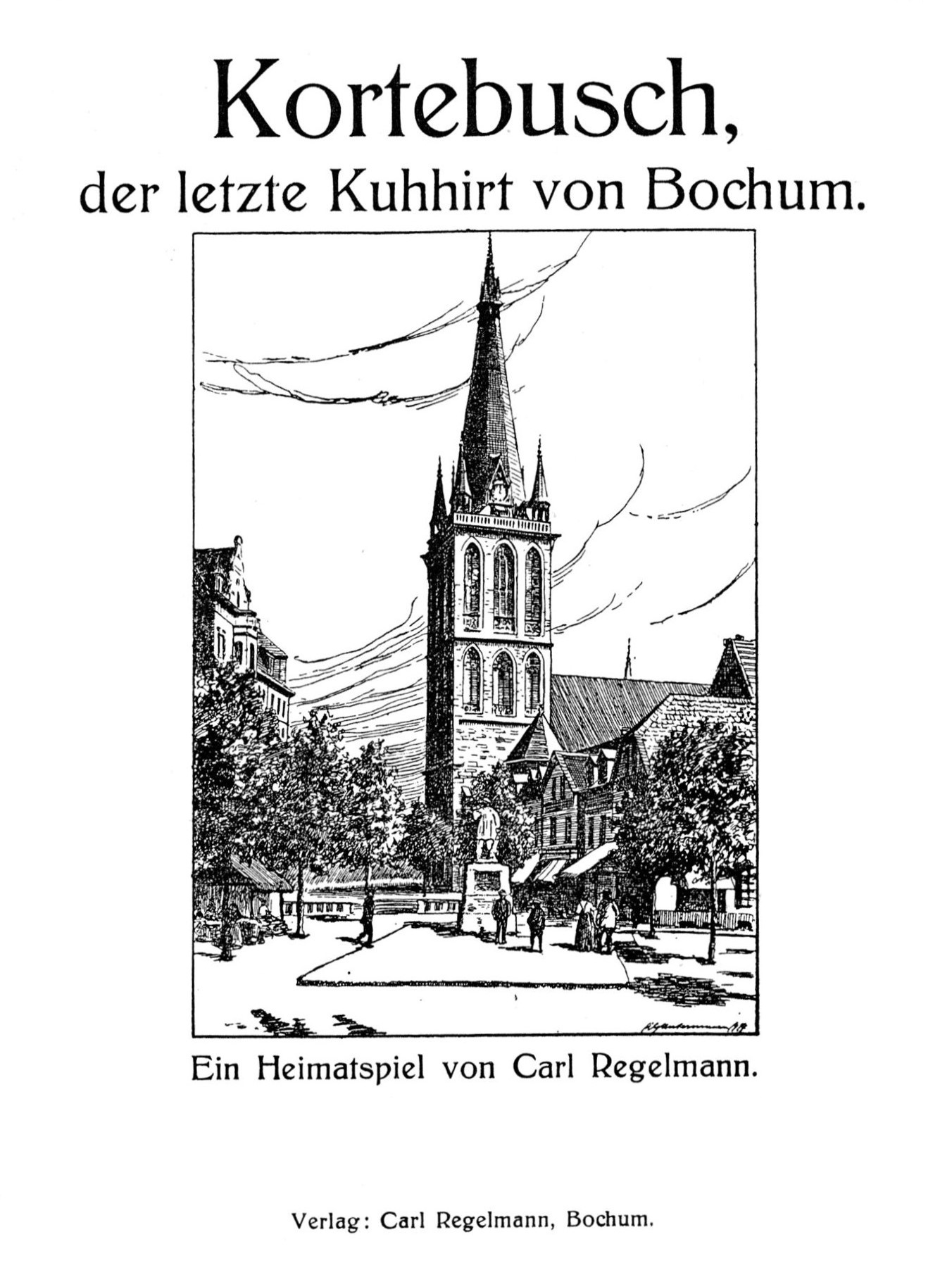
Heimatspiel von 1927, welches den Bezug zwischen Kortebusch und dem Kuhhirtendenkmal herstellt

Fritz Kortebusch, eigentlich Diederich Henrich Kortebusch (* 12. April 1796 in Brenschede, Amt Bochum; † 29. März 1866 in Bochum) war von 1850 bis 1866 einer der letzten städtischen Kuhhirten Bochums. In Bochum galt und gilt seit den 1920er Jahren im Allgemeinen die Annahme, dass das Kuhhirtendenkmal Kortebusch in seiner Rolle als letzten Kuhhirten darstellt. Dieses entstand ohne Quelle durch lokale Zuschreibung, ist aber seit 2019 widerlegt. Kortebusch starb 1866, der städtische Viehtrieb auf die Voede lief bis 1870 oder 1871. Auch sein realer Vorname wurde durch lokale Erzählungen verändert.
Durch die lokale Legendenbildung sowie der Nachforschung zu seiner Person ist sein Name, Leben und die Familiengeschichte für einen einfachen Hirten und Tagelöhner erstaunlich gut bekannt.

## Herkunft von Kortebusch

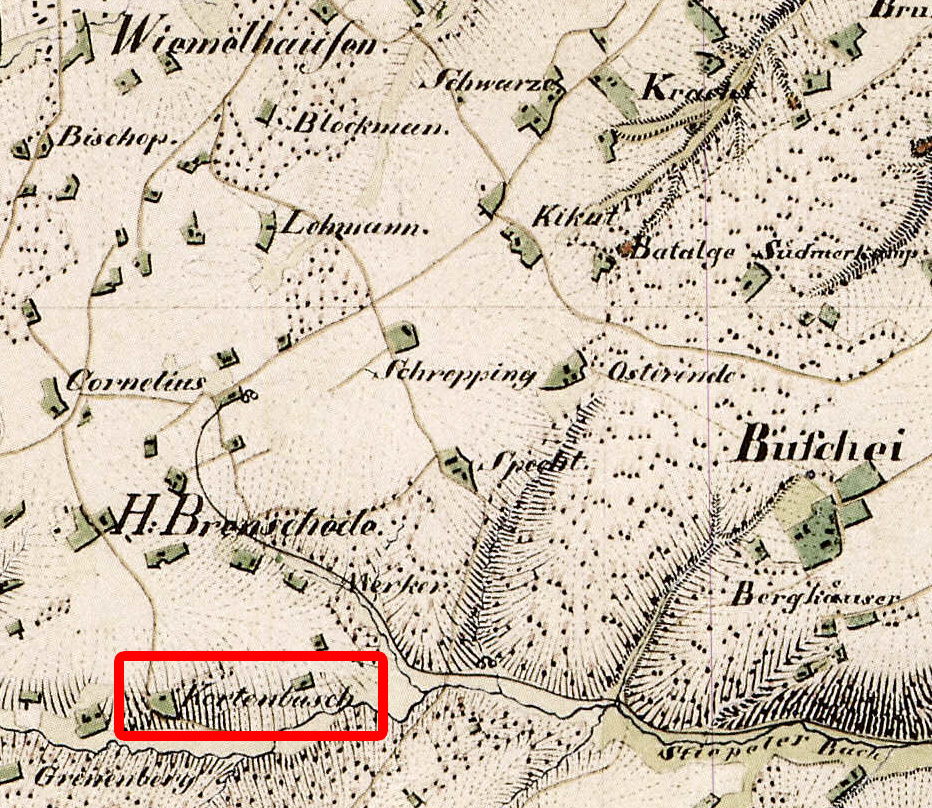
Hofstelle Kortebusch oberhalb des heutigen Lottentals in (Bochum-)Brenschede

Die Familie von Kortebusch hatte einen Kötterhof südlich von Bochum auf der „Brenscheder Heyde“ im Quellgebiet nordwestlich des Lottentals.
Sein Vater, ebenfalls mit dem Vornamen Diederich Henrich, ist am 18. Juli 1754
geboren. Seit 1778/79 diente er als Soldat in der preußischen Armee. Sein Regiment lag bei Duisburg, dort heiratet er am 13. Juli 1790 die 14 Jahre jüngere, aus Bochum stammende Anna Margaretha Monscheid (auch: Munscheid, Monscheidt).
Der Sold eines einfachen Armeemitglieds war nur gering, und ein Nebenerwerb tat Not. Dementsprechend wird der Vater, 32 Jahre nach seinem Tod, bei Kortebuschs Heirat, als „Tagelöhner in Bochum“ aufgeführt. Kortebuschs Eltern hatten noch einen älteren Sohn, der aber nur ein paar Tage alt wurde.

## Leben des Kuhhirten Diederich Henrich Kortebusch

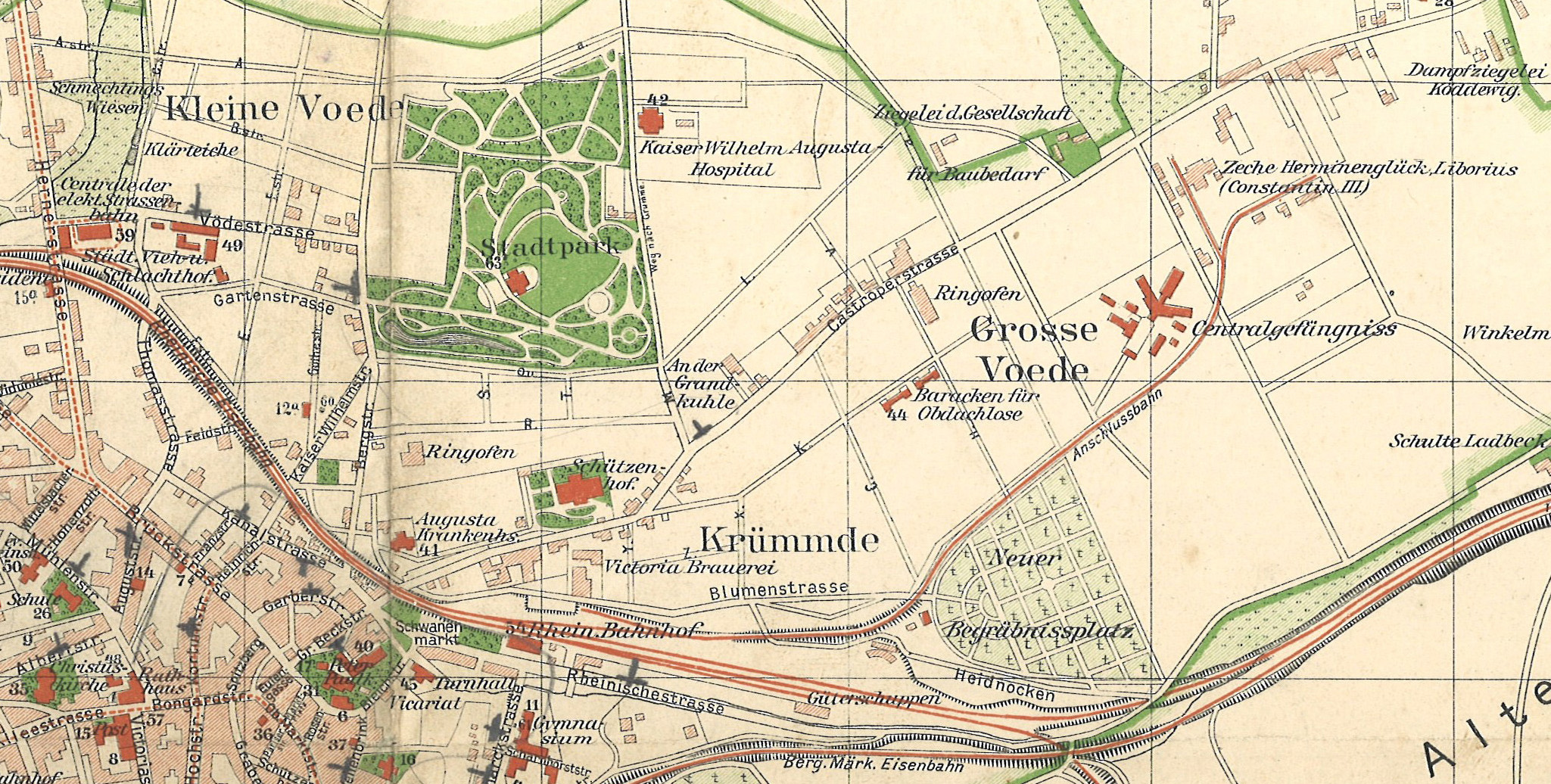
Eintrag der Voede auf einer Karte von 1897

Der spätere Bochumer Kuhhirte wird am 12. April 1796 geboren.
Die evangelische Taufe erhielt er am 16. April. Seine Schwester Elisabeth wurde zwei Jahre später als drittes und letztes Kind der Eltern geboren.
Der Vater starb schon am 9. Januar 1798. Die Mutter heiratete ein zweites Mal, den Tagelöhner Henrich Wilhelm Koch. Dadurch bekam Kortebusch Halbgeschwister. Der Stiefvater war auch Tagelöhner und Steinmetz. Einige Zeit verbrachte dieser in dem Gefängnis für die Grafschaft Mark in Altena. Generell waren bei der Familie, bei Geschwistern und Halbgeschwistern, Ehepartnern und Nachkommen die einfachen Berufe wie Tagelöhner, Nachtwächter, Koksbrenner, auch Schweinehirten und ähnliche Beschäftigungen zu finden. Auch gab es, wie in dieser sozialen Schicht nicht unüblich, einige uneheliche Kinder.
Der neue Haushalt befand sich vermutlich am Hellweg in der Stadt Bochum. Dort erlebte Kortebusch in seinen Jugendjahren den Einmarsch der französischen Truppen und die Errichtung des Königreichs Westphalen. Auch wenn er erst ein Jugendlicher war, dürfte die Aufhebung der Leibeigenschaft für ihn und seine Familie nicht unerheblich gewesen sein. Man kann davon ausgehen, dass er aufgrund seiner sozialen Stellung schon als Kind Erfahrungen mit dem Hüten von Vieh hatte. Wie es in dem plattdeutschen Sprichwort heißt: „En Buër maut twäimol de Süege heien, äinmol as Junge un äinmol as Olle“ („Ein Bauer muss zweimal die Säue hüten, einmal als Junge und einmal als Alter“).
Als seine Mutter 1828 starb, war Heinrich 32 Jahre alt und noch immer unverheiratet. Seine erste Ehe mit der 12 Jahre älteren Witwe Anna Helena Bode, geb. Selters, ging Diederich Henrich Kortebusch ein, als er 33 Jahre alt war. Sie heirateten am 16. Februar 1830. Dabei wechselte Kortebusch zur katholischen Konfession. Mit der Ehe kamen Stiefkinder in den Haushalt, die Ehe blieb kinderlos, seine Frau starb nach nur sieben Jahren 1837. Obwohl in diesem Jahr nur H. Koch (vermutlich Kortebuschs Stiefvater), Wilhelm Schwarze, Wilhelm Ronsdorf und Anna Stina Bode als Hirten angestellt waren, wurde in ihrem Sterbeeintrag Kortebuschs Beruf erstmals als „Viehhirte“ angegeben.
Neun Jahre nach dem Tod seiner ersten Frau heiratete Kortebusch in zweiter Ehe Maria Gertrud König, eine Zuwanderin aus dem Osnabrücker Land. Die Hochzeit fand am 31. Oktober 1846 statt.  Nach zwei Jahren kam das erste Kind von Kortebusch zur Welt, knapp fünf Jahre später das zweite Kind. Am 24. Juni 1850 übernahm Kortebusch die freigewordene Stelle des Wilhelm Ronsdorf als Kuhhirte.
Wenigstens bis 1858 lebte die Familie des Kuhhirten in Haus Nr. 100 im Hellweg-Viertel. Damals waren in kleinen Städten noch alle Häuser durchnummeriert. Im Jahr 1861 ist die Familie Kortebusch an der westlichen Seite der Pauluskirche im Bürgerbuch eingetragen; als Beruf Kortebuschs ist „Kuhhirt“ angegeben. Kurz vor seinem 70. Geburtstag starb Diederich Henrich Kortebusch am 29. März 1866.
Seine Frau überlebte ihn um fast 30 Jahre.

## Das Kuhhirten-Denkmal

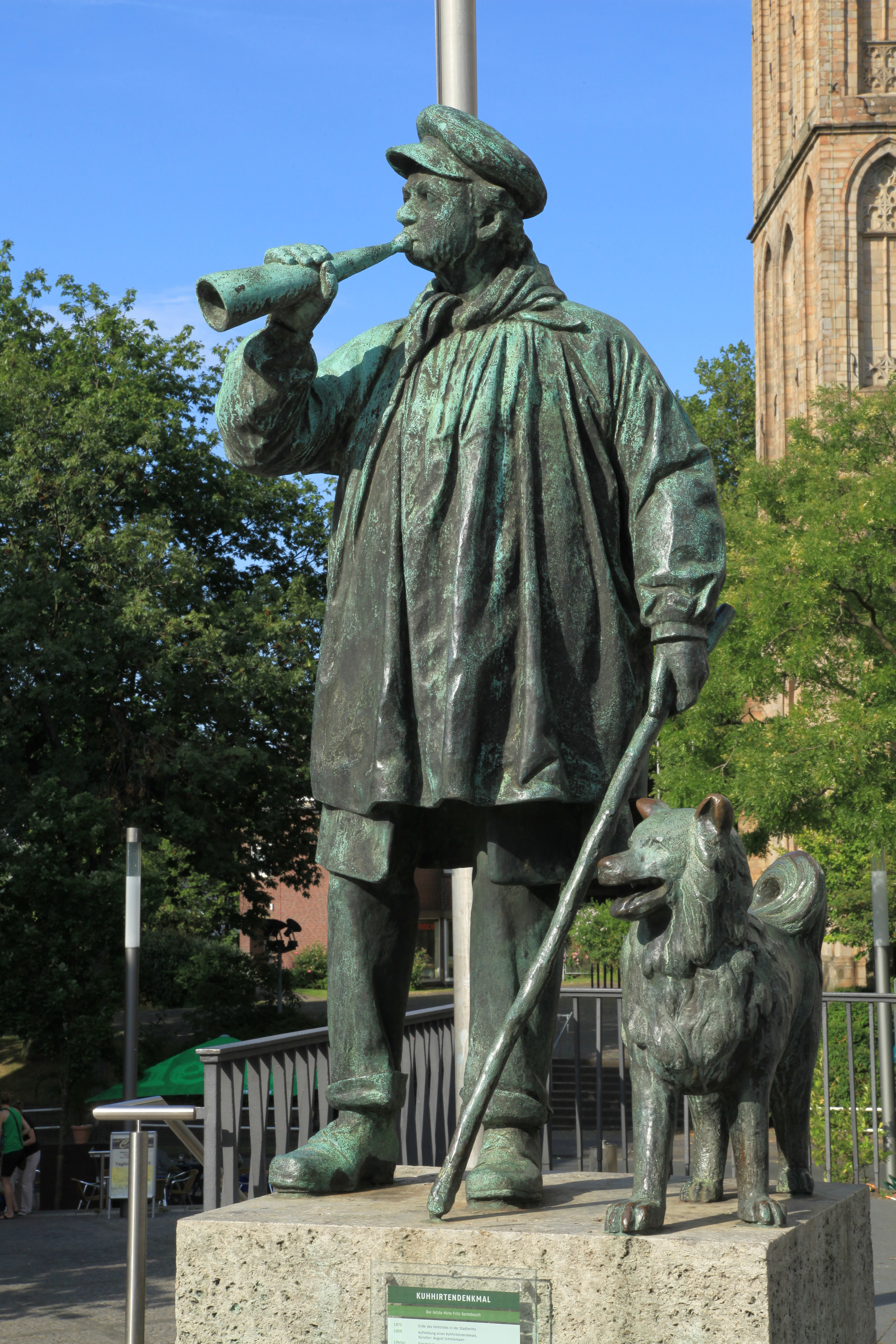
Das Kuhhirtendenkmal an der Bongardstraße, welches viele Bürger mit Kortebusch verbinden

Das erste Kuhhirtendenkmal wurde 1908 gefertigt und am Alten Markt aufgestellt. Damals brachte es noch niemand mit Kortebusch in Verbindung. Dies geschah erst in den nächsten Jahrzehnten, obwohl sich noch ältere Bochumer an den richtigen letzten Kuhhirten erinnern konnten. 1962 wurde es schon ganz klar als Denkmal für den letzten Kuhhirten Bochum, Fritz Kortebusch, errichtet. Diese lokale Legende und Zuordnung hält sich bis heute.

## Die Legende um Fritz Kortebusch
Man kann annehmen, dass nicht allzu lang nach der Errichtung des Denkmals der Kuhhirte zu seinem Namen kam. Älteren Bochumern war Kortebusch sicher noch bekannt. Als Bochum wesentlich kleiner war, hatte dieser mindestens 30 Jahre die Tiere gehütet, und dürfte bekannter gewesen sein als sein Nachfolger, der wesentlich kürzer im Amt war.
Warum der Vorname sich zu Fritz veränderte, kann man nur vermuten. Hungerige und Hungerige gehen in ihrem Artikel über den Kuhhirten von der Ähnlichkeit der Statue mit Darstellungen des „Alten Fritz“,  Friedrich dem Großen (1712–1786), aus.
Drei verschiedene Bochumer übernahmen, sicher unbeabsichtigt, den ersten Überlieferungsfehler. Es waren der Bochumer Lehrer Joseph Sternemann, der Buchhändler und Heimatdichter Carl Regelmann (1867–1951) und der Oberstaatsanwalt Dr. Günther Höfken (1886–1973), alle Mitglieder der 1921 gegründeten „Vereinigung für Heimatkunde“ (ab 1990 Kortum-Gesellschaft Bochum e. V.).
Joseph Sternemann verfasste 1925 in dem ersten Heimatbuch des Vereins einen Beitrag „Eine Klasse für sich“. Diesen schon von ihm in den „Heimatblättern der Roten Erde“ erschienenen Fastnachtsartikel ergänzte er und erwähnte darin Kortebusch. Er stellte in dem humorigen Artikel die Frage, warum die „Hellweger“ die Statue nicht bei seinem ehemaligen Wohnhaus haben wollen (heute ca. Ecke Neustraße / Brüderstraße).
Carl Regelmann, ein Buchhändler und Heimatdichter, verfasste eine große Anzahl hoch- und plattdeutscher Romane, Erzählungen und Gedichte. Darunter war das Heimatspiel „Kortebusch, der letzte Kuhhirt von Bochum“. Dieses wurde am 7. Mai 1927 zum „Fest der Heimatfreunde“ uraufgeführt. Als dieses Heimatspiel 1928 gedruckt wurde, fasste Regelmann in der Einleitung alle Elemente der bereits wohl schon länger etablierten „Kortebusch-Legende“ zusammen: „Noch um die Mitte des vorigen Jahrhunderts rief der letzte Kuhhirte der Stadt das Vieh der Bürger […] zu sammen. […] Dieser letzte Kuhhirte hieß Fritz Kortebusch. Er war sowohl durch die Schlagfertigkeit seiner Rede, als auch durch seine Treue und seinen Pflichteifer in der gesamten Bürgerschaft beliebt. […] Mit dem Tode dieses Originals starb die Kuhhirtenzunft in Bochum aus. […] Zum Gedächtnis an diese Zeit errichtete man im Jahre 1908 auf dem ‚Alten Markt‘ das Kuhhirten-Denkmal, das den ‚Alten Kortebusch‘ darstellt.“
Günther Höfken schrieb dies ebenfalls in Artikeln für die Bochumer Heimatbücher. In zwei Artikeln, 1930 und 1954, ging er auf die Bochumer Voede ein. Auch dort wird auf Kortebusch als letzten Hirten im Jahre 1870 verwiesen.
So war die Legende fest geschrieben, und schon bei der Spendensammlung für das zweite Denkmal wurde nur noch von Fritz Kortebusch als dem letzten Kuhhirten gesprochen.
Durch diese örtliche Legende hat Kortebusch einen Ruhm errungen, der für einen einfachen Hirten ungewöhnlich ist.